# Deruta
Deruta település Olaszországban, Umbria régióban, Perugia megyében. Lakosainak száma 9442 fő (2023. január 1.). Deruta Bettona, Collazzone, Perugia, Torgiano és Marsciano községekkel határos.

## Népesség
A település lakossága az elmúlt években az alábbi módon változott:
| Lakosok száma | 9628 | 9713 | 9442 |
|               | 2015 | 2018 | 2023 |

## Közlekedés
A település vasútállomási:
- Stazione di Deruta
- Stazione di Fanciullata